# Židovský hřbitov ve Vyškově
Židovský hřbitov ve Vyškově se nachází asi 1,5 km na východ od bývalé synagogy (dnes kostel Církve československé husitské) v Kroměřížské ulici. Byl zřízen místní židovskou komunitou roku 1888 spolu s hřbitovní obřadní síní. Do dnešní doby se dochovalo přibližně 60 žulových, mramorových a pískovcových náhrobků s hebrejskými, německými i českými nápisy. Nejstarší z nich pocházejí z 2. poloviny 19. století. Poslední pohřeb se zde uskutečnil roku 1940.
Roku 1952 byla obřadní síň přestavěna tak, aby v ní mohl bydlet správce hřbitova, a velká část z původní plochy 3174 m2 se přeměnila na zahradu. Hřbitov je veřejnosti přístupný každoročně v září v rámci Dnů evropského dědictví a dnů památek.
Vyškovská židovská obec přestala existovat v roce 1940.